# Berga göl
Berga göl är en sjö i Gislaveds kommun i Småland och ingår i Nissans huvudavrinningsområde.